# Bedah Lawak
Bedah Lawak is een bestuurslaag in het regentschap Jombang van de provincie Oost-Java, Indonesië. Bedah Lawak telt 2326 inwoners (volkstelling 2010).